# X Factor 2019 (Danmark)
X Factor 2019 var den 12. sæson af talentkonkurrencen X Factor. Sæsonen blev vist for første gang på TV 2 i 2019. 
X Factor havde tidligere været sendt på DR1, men TV 2 overtog rettighederne til X Factor-formatet, efter at Danmarks Radio meddelte, at de ikke længere ønskede at sende programmet.
Programmets dommere var Thomas Blachman, Oh Land og Ankerstjerne. Kristian Kjærlund vandt konkurencen over Benjamin Rosenbohm, og Thomas Blachman blev den vindende dommer for 3. gang.

## Kunstnernes udvælgelsesproces
Auditions blev afholdt i Odense, København og Aarhus.

### 5 Chair Challenge
5 Chair Challenge fandt atter afsted i sæson 12. Anskerstjerne blev mentor for kategorien 15-22, Thomas Blachman blev mentor for over 23, mens Oh Land blev mentor for grupper/bands.
De udvalgte kunstnere til 5 Chair Challenge var:
- 15-22: Rasmus, Live, Benjamin R, Albina og Patrick
- Over 23: Emil, Andrea, Gina, Kristian og Frank
- Grupper: Maria og Bea, Dr. Rolf og Kanylerne, Wild Mountains, Echo og Celina, Danjal og Mathias

### Bootcamp
| Mentor (Kategori)    | Eliminerede deltagere                       | Inviterede deltagere                                                                   |
| -------------------- | ------------------------------------------- | -------------------------------------------------------------------------------------- |
| Ankerstjerne (15-22) | Albina og Rasmus                            | Rasmus, Live, Benjamin R, Albina og Patrick                                            |
| Blachman (Over 23)   | Emil og Frank                               | Emil, Andrea, Gina, Kristian og Frank                                                  |
| Oh land (Grupper)    | Wild Mountains og Celina, Danjal og Mathias | Maria og Bea, Dr. Rolf og Kanylerne, Wild Mountains, Echo og Celina, Danjal og Mathias |

## Konkurrencens forløb
Præmien for at vinde X Factor 2019 var en pladekontrakt med Sony Music, og vinderen kom også til Ibiza i et pladestudie ved navn Sonic Vista. Vinderen skulle også optræde på Skanderborg Festival.

## Finalister
– Vinder
     – Andenplads
     – Trejdeplads
     – Udstemt
     – Udtræk sig
| Kategori (mentor)       | Kunstner              | Kunstner         | Kunstner          |
| ----------------------- | --------------------- | ---------------- | ----------------- |
| Under 23 (Ankerstjerne) | Benjamin Rosenbohm    | Live Vogel       | Patrick Smith     |
| Over 23 (Blachman)      | Gina Michaells        | Andrea Brøndsted | Kristian Kjærlund |
| Grupper (Oh Land)       | Dr. Rolf og Kanylerne | Echo             | Maria og Bea      |

## Live shows

### Statistik
Farvekoder:
| - | Ankerstjerne som mentor (Under 23)   |
| - | Oh Land som mentor (Grupper)         |
| - | Thomas Blachman som mentor (Over 23) |

| – | Vinder                                                                            |
| – | Andenplads                                                                        |
| – | Deltageren var blandt de to med laveste stemmer, og skulle synge igen i farezonen |
| – | Deltageren blev råbt op som værende gået videre (vilkårlig rækkefølge)            |
| – | Deltageren fik færrest seerstemmer og blev som følge heraf stemt ud               |
| – | Deltageren trak sig fra konkurrencen                                              |

| [ 9 ]                  | [ 9 ]                  | Uge 1                                | Uge 2                           | Uge 3                       | Uge 4                     | Uge 5                   | Uge 6 | Uge 7 | Uge 7 |
| [ 9 ]                  | [ 9 ]                  | Uge 1                                | Uge 2                           | Uge 3                       | Uge 4                     | Uge 5                   | Uge 6 | 1. runde | 2. runde |
| ---------------------- | ---------------------- | ------------------------------------ | ------------------------------- | --------------------------- | ------------------------- | ----------------------- | --- | --- | --- |
| 1                      | Kristian Kjærlund      | 5. 10,8%                             | 2. 16,6%                        | 2. 17,3%                    | 1. 24,8%                  |                         | 2. 30,7% | 1. 47,7% | Vinder 54,4% |
| 2                      | Benjamin Rosenbohm     | 2. 14,3%                             | 1. 17,2%                        | 1. 18,1%                    | 2. 21,8%                  |                         | 1. 34,0% | 2. 37,8% | Andenplads 45,7 % |
| 3                      | Live Vogel             | 1. 17,3%                             | 3. 15,0%                        | 4. 13,8%                    | 4. 14,0%                  |                         | 3. 18,6% | 3. 14,5% | Udstemt (Uge 7) |
| 4                      | Echo                   | 7. 10,2%                             | 6. 11,1%                        | 7. 11,4%                    | 6. 11,8%                  |                         | 4. 16,6% | Udstemt (Uge 6) | Udstemt (Uge 6) |
| 5                      | Maria og Bea           | 3. 13,8%                             | 5. 13,0%                        | 3. 14,2%                    | 3. 15,6%                  | 5.                      | Trak sig frivilligt fra programmet1 (Uge 5) | Trak sig frivilligt fra programmet1 (Uge 5) | Trak sig frivilligt fra programmet1 (Uge 5) |
| 6                      | Patrick Smith          | 8. 6,0%                              | 7. 7,4%                         | 5. 13,8%                    | 5. 12,0%                  | Udstemt (Uge 4)         | Udstemt (Uge 4) | Udstemt (Uge 4) | Udstemt (Uge 4) |
| 7                      | Gina Michaells         | 4. 13,0%                             | 4. 13,6%                        | 6. 11,4%                    | Udstemt (Uge 3)           | Udstemt (Uge 3)         | Udstemt (Uge 3) | Udstemt (Uge 3) | Udstemt (Uge 3) |
| 8                      | Andrea Brøndsted       | 6. 10,5%                             | 8. 6,2%                         | Udstemt (Uge 2)             | Udstemt (Uge 2)           | Udstemt (Uge 2)         | Udstemt (Uge 2) | Udstemt (Uge 2) | Udstemt (Uge 2) |
| 9                      | Dr. Rolf og Kanylerne  | 9. 4,1%                              | Udstemt (Uge 1)                 | Udstemt (Uge 1)             | Udstemt (Uge 1)           | Udstemt (Uge 1)         | Udstemt (Uge 1) | Udstemt (Uge 1) | Udstemt (Uge 1) |
| Laveste stemmer        | Laveste stemmer        | Dr. Rolf og Kanylerne, Patrick Smith | Patrick Smith, Andrea Brøndsted | Gina Michaells, Echo        | Patrick Smith, Echo       | N/A                     | Ingen dommerstemmer eller deltagere i farezone: Det er alene seernes stemmer der afgør, hvem der bliver elimineret, og hvem der i sidste ende vinder. | Ingen dommerstemmer eller deltagere i farezone: Det er alene seernes stemmer der afgør, hvem der bliver elimineret, og hvem der i sidste ende vinder. | Ingen dommerstemmer eller deltagere i farezone: Det er alene seernes stemmer der afgør, hvem der bliver elimineret, og hvem der i sidste ende vinder. |
| Ankerstjerne stemte ud | Ankerstjerne stemte ud | Dr. Rolf og Kanylerne                | Andrea Brøndsted                | Gina Michaells              | Echo                      | N/A                     | Ingen dommerstemmer eller deltagere i farezone: Det er alene seernes stemmer der afgør, hvem der bliver elimineret, og hvem der i sidste ende vinder. | Ingen dommerstemmer eller deltagere i farezone: Det er alene seernes stemmer der afgør, hvem der bliver elimineret, og hvem der i sidste ende vinder. | Ingen dommerstemmer eller deltagere i farezone: Det er alene seernes stemmer der afgør, hvem der bliver elimineret, og hvem der i sidste ende vinder. |
| Oh Land stemte ud      | Oh Land stemte ud      | Patrick Smith                        | Andrea Brøndsted                | Gina Michaells              | Patrick Smith             | N/A                     | Ingen dommerstemmer eller deltagere i farezone: Det er alene seernes stemmer der afgør, hvem der bliver elimineret, og hvem der i sidste ende vinder. | Ingen dommerstemmer eller deltagere i farezone: Det er alene seernes stemmer der afgør, hvem der bliver elimineret, og hvem der i sidste ende vinder. | Ingen dommerstemmer eller deltagere i farezone: Det er alene seernes stemmer der afgør, hvem der bliver elimineret, og hvem der i sidste ende vinder. |
| Blachman stemte ud     | Blachman stemte ud     | Dr. Rolf og Kanylerne                | Patrick Smith                   | Echo                        | Patrick Smith             | N/A                     | Ingen dommerstemmer eller deltagere i farezone: Det er alene seernes stemmer der afgør, hvem der bliver elimineret, og hvem der i sidste ende vinder. | Ingen dommerstemmer eller deltagere i farezone: Det er alene seernes stemmer der afgør, hvem der bliver elimineret, og hvem der i sidste ende vinder. | Ingen dommerstemmer eller deltagere i farezone: Det er alene seernes stemmer der afgør, hvem der bliver elimineret, og hvem der i sidste ende vinder. |
| Udstemt                | Udstemt                | Dr. Rolf og Kanylerne Niendeplads    | Andrea Brøndsted Ottendeplads   | Gina Michaells Syvendeplads | Patrick Smith Sjetteplads | Maria og Bea Femteplads | Echo Fjerdeplads | Live Vogel Tredjeplads | Benjamin Rosenbohm Andenplads |
| Udstemt                | Udstemt                | Dr. Rolf og Kanylerne Niendeplads    | Andrea Brøndsted Ottendeplads   | Gina Michaells Syvendeplads | Patrick Smith Sjetteplads | Maria og Bea Femteplads | Echo Fjerdeplads | Live Vogel Tredjeplads | Kristian Kjærlund Vinder |
| Kilde                  | Kilde                  | [ 10 ]                               | [ 11 ]                          | [ 12 ]                      | [ 13 ]                    | [ 14 ]                  | [ 15 ] | [ 16 ] | [ 17 ] |

- ↑1 Maria og Bea trak sig fra programmet af personlige årsager, da Beas far pludselig gik bort. Derfor var der ingen afstemning denne uge og de resterende 4 livedeltagere gik direkte videre til næste uge. Der var stadig seerafstemning, men stemmere blev ført over til den kommende uge. [18]
- I uge 3 lå stemmerne så tæt, at nogle af deltagerne delte pladserne.

### Live shows

#### Uge 1 (1. marts)
- Tema: Min Sang

| 1          | Echo                  | "High Five" (Sigrid)                            | Stemt videre | 10,2%        | 7            |              |              |              |              |
| 2          | Kristian Kjærlund     | "Sweet Dreams, TN" (The Last Shadow Puppets)    | Stemt videre | 10,8%        | 5            |              |              |              |              |
| 3          | Benjamin Rosenbohm    | "When You Love Someone" (James TW)              | Stemt videre | 14,3%        | 2            |              |              |              |              |
| 4          | Dr. Rolf og Kanylerne | "Hvorfor sku' vi synge" (Dr. Rolf og Kanylerne) | I farezonen  | 4,1%         | 9            |              |              |              |              |
| 5          | Gina Michaells        | "Keep Lying" (Donna Missal)                     | Stemt videre | 13,0%        | 4            |              |              |              |              |
| 6          | Patrick Smith         | "Entertaineren" (C.V. Jørgensen)                | I farezonen  | 6,0%         | 8            |              |              |              |              |
| 7          | Andrea Brøndsted      | "Poison" (Alice Cooper)                         | Stemt videre | 10,5%        | 6            |              |              |              |              |
| 8          | Maria og Bea          | "Bad Girls" (M.I.A.)                            | Stemt videre | 13,8%        | 3            |              |              |              |              |
| 9          | Live Vogel            | "When the Party's Over" (Billie Eilish)         | Stemt videre | 17,3%        | 1            |              |              |              |              |
| Sangdyst   |                       |                                                 |              |              |              |              |              |              |              |
| Rækkefølge | Artist                | Sang (original kunstner)                        | Resultat     | Resultat     | Resultat     | Resultat     | Resultat     | Resultat     | Resultat     |
| 1          | Dr. Rolf og Kanylerne | "Nattens Sang" (Dr. Rolf og Kanylerne)          | Stemt ud     | Stemt ud     | Stemt ud     | Stemt ud     | Stemt ud     | Stemt ud     | Stemt ud     |
| 2          | Patrick Smith         | "Det si'r sig selv" (C.V. Jørgensen)            | Stemt videre | Stemt videre | Stemt videre | Stemt videre | Stemt videre | Stemt videre | Stemt videre |

Dommerne stemte ud:
- Ankerstjerne: Dr. Rolf og Kanylerne
- Oh Land: Patrick Smith
- Blachman: Dr. Rolf og Kanylerne

#### Uge 2 (8. marts)
- Tema: Sange Fra Deltagerens Fødselsår

| 1          | Live Vogel         | "White Flag" (Dido)                                                                | Stemt videre | 15,0%        | 3            |              |              |              |              |
| 2          | Maria og Bea       | "Freestyler" (Bomfunk MC's)                                                        | Stemt videre | 13,0%        | 5            |              |              |              |              |
| 3          | Patrick Smith      | "De er meget interesserede i" / "Du kan gøre hvad du vil" (tv·2 / Christian Brøns) | I farezonen  | 7,4%         | 7            |              |              |              |              |
| 4          | Andrea Brøndsted   | "Eternal Flame" (The Bangles)                                                      | I farezonen  | 6,2 %        | 8            |              |              |              |              |
| 5          | Benjamin Rosenbohm | "Cry Me a River" (Justin Timberlake)                                               | Stemt videre | 17,2%        | 1            |              |              |              |              |
| 6          | Gina Michaells     | "I'm Not in Love" (10cc)                                                           | Stemt videre | 13,6%        | 4            |              |              |              |              |
| 7          | Echo               | "Clocks" (Coldplay)                                                                | Stemt videre | 11,1%        | 6            |              |              |              |              |
| 8          | Kristian Kjærlund  | "Common People" (Pulp)                                                             | Stemt videre | 16,6%        | 2            |              |              |              |              |
| Sangdyst   |                    |                                                                                    |              |              |              |              |              |              |              |
| Rækkefølge | Artist             | Sang (original kunstner)                                                           | Resultat     | Resultat     | Resultat     | Resultat     | Resultat     | Resultat     | Resultat     |
| 1          | Patrick Smith      | "Quangs Sang" (Anders Matthesen)                                                   | Stemt videre | Stemt videre | Stemt videre | Stemt videre | Stemt videre | Stemt videre | Stemt videre |
| 2          | Andrea Brøndsted   | "Dont Know Why" (Norah Jones)                                                      | Stemt ud     | Stemt ud     | Stemt ud     | Stemt ud     | Stemt ud     | Stemt ud     | Stemt ud     |

Dommerne stemte ud
- Ankerstjerne: Andrea Brøndsted
- Blachman: Patrick Smith
- Oh Land: Andrea Brøndsted

#### Uge 3 (15. marts)
- Tema: Sange, der er udgivet i 2018/2019 [19]
- Gæsteartist: Hugo Helmig ("Young Like This")

| 1        | Maria og Bea       | "I Like It" (Cardi B, Bad Bunny og J Balvin)                                         | Stemt videre | 14,2%        | 3            |              |              |              |
| 2        | Benjamin Rosenbohm | "Be My Mistake" (The 1975)                                                           | Stemt videre | 18,1%        | 1            |              |              |              |
| 3        | Kristian Kjærlund  | "Electrified" (Just Loud)                                                            | Stemt videre | 17,3%        | 2            |              |              |              |
| 4        | Live Vogel         | "God is a woman" (Ariana Grande)                                                     | Stemt videre | 13,8%        | 4            |              |              |              |
| 5        | Echo               | "Blur" (MØ)                                                                          | I farezonen  | 11,4%        | 7            |              |              |              |
| 6        | Gina Michaells     | "Hope is a dangerous thing for a woman like me to have but I have it" (Lana Del Rey) | I farezonen  | 11,4%        | 6            |              |              |              |
| 7        | Patrick Smith      | "Sort Tulipan" (Folkeklubben)                                                        | Stemt videre | 13,8%        | 5            |              |              |              |
| Sangdyst |                    |                                                                                      |              |              |              |              |              |              |
| 1        | Gina Michaells     | "I Hope You Dance" (Lee Ann Womack)                                                  | Stemt ud     | Stemt ud     | Stemt ud     | Stemt ud     | Stemt ud     | Stemt ud     |
| 2        | Echo               | "A Thousand Years"(Christina Perri)                                                  | Stemt videre | Stemt videre | Stemt videre | Stemt videre | Stemt videre | Stemt videre |

Dommerne stemte ud
- Oh Land: Gina Michaells
- Blachman: Echo
- Ankerstjerne: Gina Michaells

#### Uge 4 (22. marts)
- Tema: Sange Fra Film [20]

| 1        | Patrick Smith      | "Barndommens Gade" (Anne Linnet)         | Barndommens Gade                   | I farezonen  | 12,0%        | 5            |
| 2        | Echo               | "Chiquitita" (ABBA)                      | Mamma Mia!                         | I farezonen  | 11,8%        | 6            |
| 3        | Kristian Kjærlund  | "Blood in the Cut" (K.Flay)              | XXX: Return of Xander Cage         | Stemt videre | 24,8%        | 1            |
| 4        | Live Vogel         | "Life on Mars?" (David Bowie)            | The Life Aquatic with Steve Zissou | Stemt videre | 14,0%        | 4            |
| 5        | Maria og Bea       | "Gangsta's Paradise" (Coolio feat. L.V.) | Dangerous Minds                    | Stemt videre | 15,6%        | 3            |
| 6        | Benjamin Rosenbohm | "Earned It" (The Weeknd)                 | Fifty Shades of Grey               | Stemt videre | 21,8%        | 2            |
| Sangdyst |                    |                                          |                                    |              |              |              |
| 1        | Patrick Smith      | "Fra mark til by" (Patrick Smith)        | "Fra mark til by" (Patrick Smith)  | Stemt ud     | Stemt ud     | Stemt ud     |
| 2        | Echo               | "Comfortably Numb" (Pink Floyd)          | "Comfortably Numb" (Pink Floyd)    | Stemt videre | Stemt videre | Stemt videre |

Dommerne stemte ud
- Ankerstjerne: Echo
- Oh Land: Patrick Smith
- Blachman: Patrick Smith

#### Uge 5 (29. marts)
- Tema: Nordiske Sange[21]
- Gæsteoptræden: "Complicated" (Alexander Oscar & SVEA)
- Fællesoptræden: "Off To See The World" (Lukas Graham) fremført af de fire tilbageværende deltagere Benjamin Rosenbohm, Echo, Live Vogel og Kristian Kjærlund.

| Rækkefølge | Artist             | Sang                                      | Resultat     |
| ---------- | ------------------ | ----------------------------------------- | ------------ |
| 1          | Benjamin Rosenbohm | "Crazy Love" (Future Animals)             | Stemt videre |
| 2          | Echo               | "When I Grow Up" (Fever Ray)              | Stemt videre |
| 3          | Live Vogel         | "Alle skuffer over tid" (The Minds of 99) | Stemt videre |
| 4          | Kristian Kjærlund  | "Youth Knows No Pain" (Lykke Li)          | Stemt videre |

- Der var ingen ingen udstemning denne uge, da Maria og Bea valgte at trække sig af personlige årsager grundet dødsfald i nær familie. De skulle have optrådt med "Født i dag" af Kesi. Seernes SMS-stemmer gik videre til næste uge. Showet blev gennemført uden en farezone og uden en afgørelse, og showet blev også næsten halvt så langt som planlagt.

#### Uge 6 (5. april)
- Tema: One Hit Wonders og Featuring (Speciel Guest)[22]
- Gæsteoptræden: "Air Tonight" (Emil Kruse, Benjamin Hav og Remee)

Det var udelukkende seerernes stemmer sammenlagt med forrige uges stemmer, der bestemte, hvem der blev elimineret.
| Rækkefølge | Artist             | Sang (original kunstner)               | Rækkefølge | Sang (original kunstner)            | Speciel Guest       | Resultat     | Stemmeprocent | Plads i liveshow |
| ---------- | ------------------ | -------------------------------------- | ---------- | ----------------------------------- | ------------------- | ------------ | ------------- | ---------------- |
| 1          | Kristian Kjærlund  | "You Get What You Give" (New Radicals) | 6          | "Wish You Were Gay" (Billie Eilish) | Chili Pedersen      | Stemt videre | 30,7%         | 2                |
| 2          | Live Vogel         | "Stand By Me" (Ben E. King)            | 5          | "2000 Meter I Frit Fald" (Katinka)  | Katinka Bjerregaard | Stemt videre | 18,6%         | 3                |
| 3          | Benjamin Rosenbohm | "A Girl Like You" (Edwyn Collins)      | 8          | "Planets" (Nicklas Sahl)            | Nicklas Sahl        | Stemt videre | 34,0%         | 1                |
| 4          | Echo               | "All the Things She Said" (t.A.T.u)    | 7          | "Fjerne Slægtninge" (Bisse)         | Bisse               | Stemt ud     | 16,6%         | 4                |

Efter at Echo blev stemt ud, fremførte de Lily Allen’s Somewhere Only We Know.

#### Uge 7 (12. april)[23]
- Tema: Dommervalg, producervalg og vindersingle
- Gæsteoptræden: "Shadows" (Alphabeat), "24/7" (Scarlet Pleasure)
- Gruppeoptræden: "Giant" (Calvin Harris og Rag'n'Bone Man; fremført af de 9 livedeltagere), "Shallow/7 Rings/My Silver Lining" (Lady Gaga og Bradley Cooper/Ariana Grande/First Aid Kit; fremført af Malte Ebert, Sofie Linde og tidligere X Factor 2019 deltagere, der ikke kom med i Live)

| Rækkefølge | Artist             | Sang (Dommervalg)                            | Rækkefølge | Sang (Producervalg)   | Producer2        | Stemmeprocent | Plads i liveshow | Rækkefølge | Vindersingle                                | Stemmeprocent | Resultat    |
| ---------- | ------------------ | -------------------------------------------- | ---------- | --------------------- | ---------------- | ------------- | ---------------- | ---------- | ------------------------------------------- | ------------- | ----------- |
| 1          | Benjamin Rosenbohm | "Be Alright" (Dean Lewis)                    | 4          | "Lost" (Frank Ocean)  | Malthe Rostrup   | 37,8%         | 2                | 8          | "Worth a Broken Heart" (Benjamin Rosenbohm) | 45,7%         | Andenplads  |
| 2          | Kristian Kjærlund  | "Do I Wanna Know?" (Arctic Monkeys)          | 5          | "Green Light" (Lorde) | Nicolai Kornerup | 47,7%         | 1                | 7          | "Lost and Profound" (Kristian Kjærlund)     | 54,3%         | Vinder      |
| 3          | Live Vogel         | "Finale på et filmset"" (Carl Emil Petersen) | 6          | "Special" (Mew)       | Malthe Rostrup   | 14,5%         | 3                |            |                                             |               | Tredjeplads |

↑ Hver finalist fik tildelt en producer de skulle arbejde med hvis de vandt X Factor. Denne producer skulle også vælge en sang, finalisten skulle synge i finalen.

## Afsnit og seertal
| Dato             | Afsnit            | Seertal hovedprogrammet | Seertal afgørelsen        | Kilde  |
| ---------------- | ----------------- | ----------------------- | ------------------------- | ------ |
| 4. januar 2019   | Auditions         | 1.365.000               |                           | [ 24 ] |
| 11. januar 2019  | Auditions         | 1.275.000               |                           | [ 25 ] |
| 18. januar 2019  | Auditions         | 1.195.000               |                           | [ 26 ] |
| 25. januar 2019  | 5 Chair Challenge | 1.074.000               |                           | [ 27 ] |
| 1. februar 2019  | 5 Chair Challenge | 1.149.000               |                           | [ 28 ] |
| 8. februar 2019  | 5 Chair Challenge | 1.179.000               |                           | [ 29 ] |
| 15. februar 2019 | Bootcamp          | 1.067.000               |                           | [ 30 ] |
| 22. februar 2019 | Bootcamp          | 1.016.000               |                           | [ 31 ] |
| 1. marts 2019    | 1. liveshow       | 1.068.000               | 979.000                   | [ 32 ] |
| 8. marts 2019    | 2. liveshow       | 1.038.000               | 1.010.000                 | [ 33 ] |
| 15. marts 2019   | 3. liveshow       | 1.049.000               | 998.000                   | [ 34 ] |
| 22. marts 2019   | 4. liveshow       | 1.128.000               | 1.129.000                 | [ 35 ] |
| 29. marts 2019   | 5. liveshow       | 958.000                 | Aflyst grundet udtrædelse | [ 36 ] |
| 5. april 2019    | Semifinalen       | 896.000                 | 832.000                   | [ 37 ] |
| 12. april 2019   | Finalen           | 1.099.000               | 1.188.000                 | [ 38 ] |